# تاکاماسا سوگییاما
تاکاماسا سوگییاما (انگلیسی: Takamasa Sugiyama؛ زادهٔ ۲۶ ژوئن ۱۹۹۸) بازیکن فوتبال اهل ژاپن است.
از باشگاه‌هایی که در آن بازی کرده‌است می‌توان به باشگاه فوتبال گامبا اوساکا اشاره کرد.